# Kościół św. Doroty w Łodzi

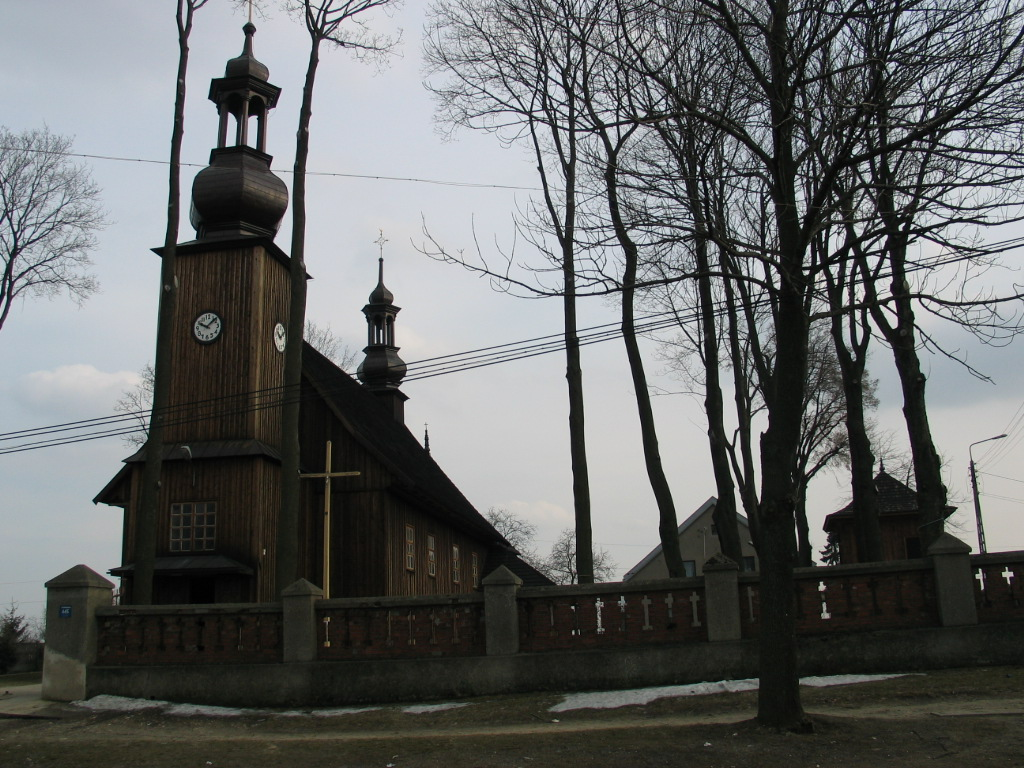
Kościół św. Doroty, 30 marca 2006

Kościół św. Doroty – kościół w parafii rzymskokatolickiej w Łodzi na osiedlu Mileszki, w dekanacie Łódź-Stoki archidiecezji łódzkiej, znajdujący się przy ulicy Pomorskiej 445, był jednym z najstarszych zachowanych zabytków w Łodzi. Kościół wielokrotnie niszczony i przebudowywany, wyremontowany na początku XXI wieku, w 2015 uległ zniszczeniu w wyniku pożaru.

## Historia
Pierwszy kościół w Mileszkach pw. św. Jana Chrzciciela prawdopodobnie istniał już w wieku XIV. Wystawiony został z drzewa bodaj jeszcze przed erekcją parafii. Ze względu na jego zły stan został rozebrany w początkach XVI w.. Parafię erygował prawdopodobnie w XIV w. arcybiskup gnieźnieński Jarosław Bogoria Skotnicki, choć niektóre współczesne źródła wskazują, że powstanie parafii miało miejsce już wcześniej. 
W 1438 w należącej do mileszkowskiej parafii wsi Stoki powstał drewniany kościół filialny pw. św. Jana Chrzciciela i św. Anny z fundacji właściciela wsi, Sieciecha, ówczesnego łowczego łęczyckiego. 
W 1492 (lub według innych źródeł w 1491 albo w 1493) na terenie mileszkowskiej parafii powstał kościół filialny w Chojnach, ufundowany przez Stanisława z Chojen Dużych herbu Jastrzębiec. W 1892 (lub w 1901) erygowano tam parafię pw. św. Wojciecha.
W 1511 Jakub Romiszewski poślubił Annę ze Stoków (wnuczkę Sieciecha) i stał się posiadaczem okolicznych dóbr (m.in. Stoków, części Mileszek, Chojen). Wtedy też staraniem ks. Macieja (zwanego Maciejem z Mileszek, ówczesnego kanonika łęczyckiego) stokowski kościół przeniesiono do siedziby parafii i ustawiono na miejscu poprzedniej, poważnie już zniszczonej świątyni. Było to możliwe również dzięki zakupowi dokonanemu w tymże samym roku przez J. Romiszewskiego (...), albowiem zbieżność dat obu wydarzeń nie jest tu przypadkowa. 
W 1543 wybudowano trzeci kościół, który stał aż do 1766, kiedy pożarowi uległ dach i część wyposażenia.
W tym samym roku odbudowano spalony dach pokryty gontem. Przy kościele dobudowano jeszcze dzwonnicę. W 1832 dobudowano część frontową z tzw. ryglówką i 4-metrową kruchtą. Po rozbudowie kościół liczył 28,9 m długości. W 1881 z powodu groźby zawalenia rozebrano wyższą wieżę i wzniesiono nową o wysokości 50 łokci. W 1890 wzniesiono budynek plebanii. Świątynia przetrwała nienaruszona do I wojny światowej. Wtedy to została uszkodzona wieża i część świątyni. W okresie międzywojennym kościół odrestaurowano. W czasie II wojny światowej kościół został zamknięty w 1941, a w budynku plebanii wojska niemieckie urządziły szpital. Niemcy zrabowali założoną w XVII w. Księgę cudów i wszystkie księgi parafialne. Akty chrztu, ślubu i pogrzebów odnaleziono w 1945 w Gdańsku-Oliwie i wówczas wróciły do parafii.
W latach 1997–2000 kościół poddano gruntownemu remontowi. Wymieniono zniszczone elementy budynku, zamontowano instalacje przeciwpożarową i antywłamaniową, odrestaurowano żyrandole i inne elementy wystroju. Od początku 2007 roku kościół był iluminowany.
31 sierpnia 2015 roku ok. 4 rano w kościele wybuchł pożar. Mimo szybko podjętej akcji ratunkowej nie udało się go ugasić i spaleniu uległa wieża, cała konstrukcja dachu, część drewnianych ścian i doszczętnie wypaliło się wnętrze. Przyczyną pożaru było prawdopodobnie zwarcie instalacji elektrycznej. Rada Miasta Łodzi zdecydowała o wsparciu finansowym odbudowy świątyni w oryginalnej formie, również metropolita łódzki, arcybiskup Marek Jędraszewski, ogłosił zbiórkę na ten cel. Jesienią 2021 rozpoczęto odbudowę kościoła.
Budynek wpisany został do rejestru zabytków pod numerem 134-VII-12 z 1946 oraz A/151/141 z 28.08.1967.

## Galeria

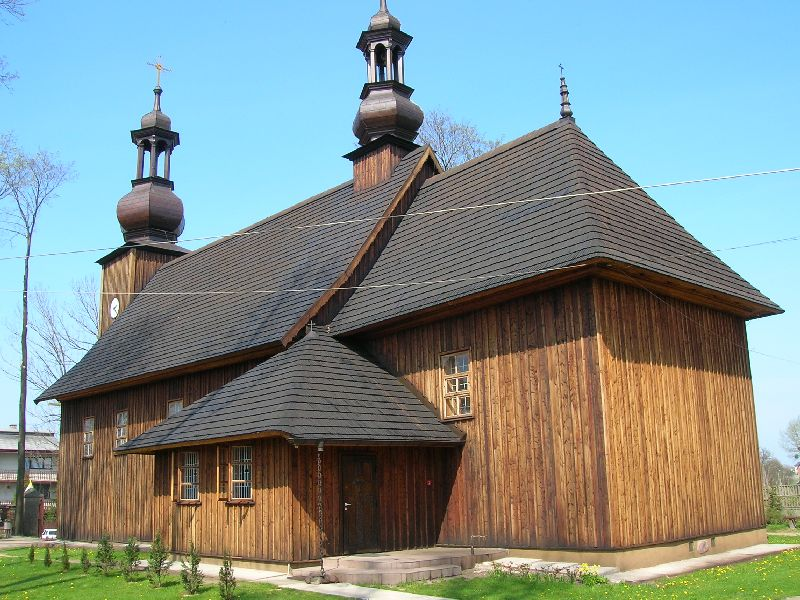
2 maja 2005
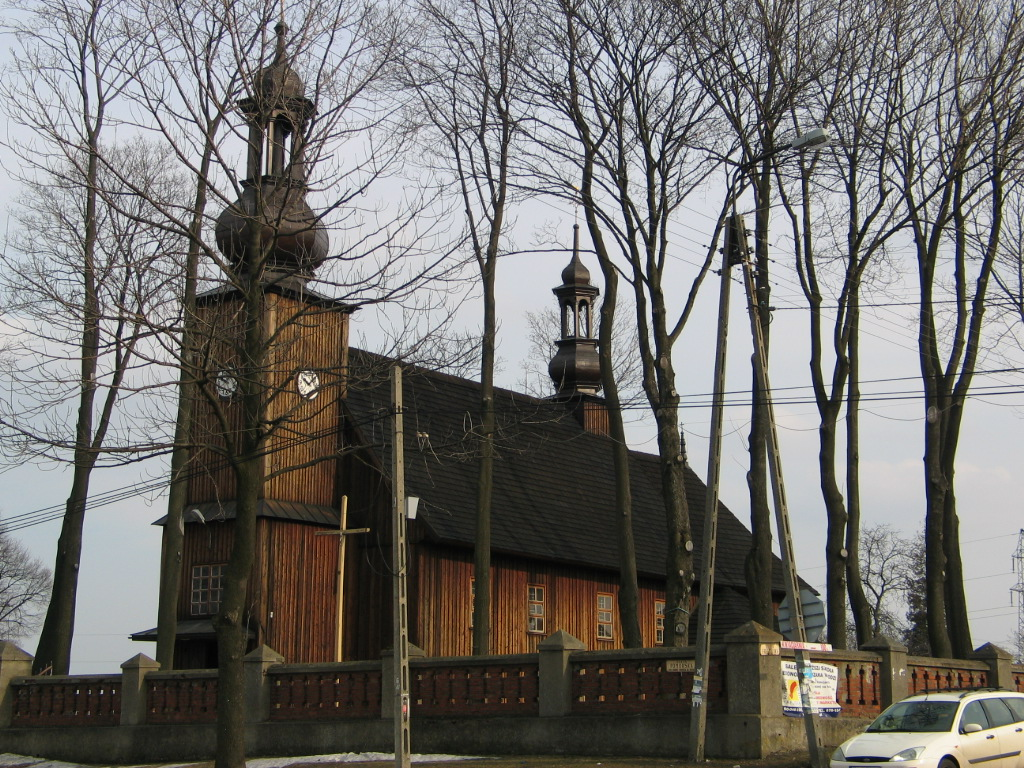
30 marca 2006
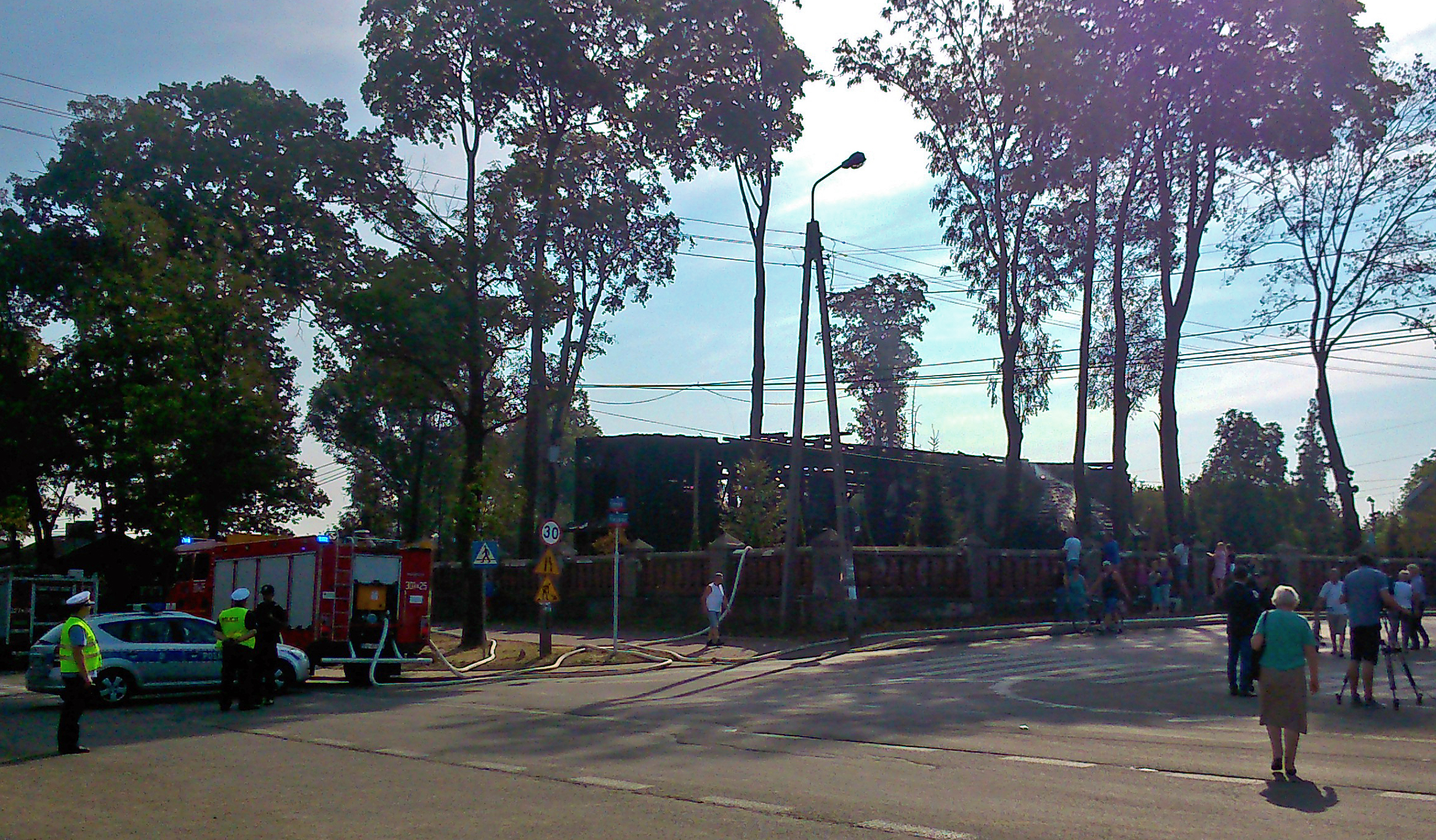
31 sierpnia 2015 (po pożarze)
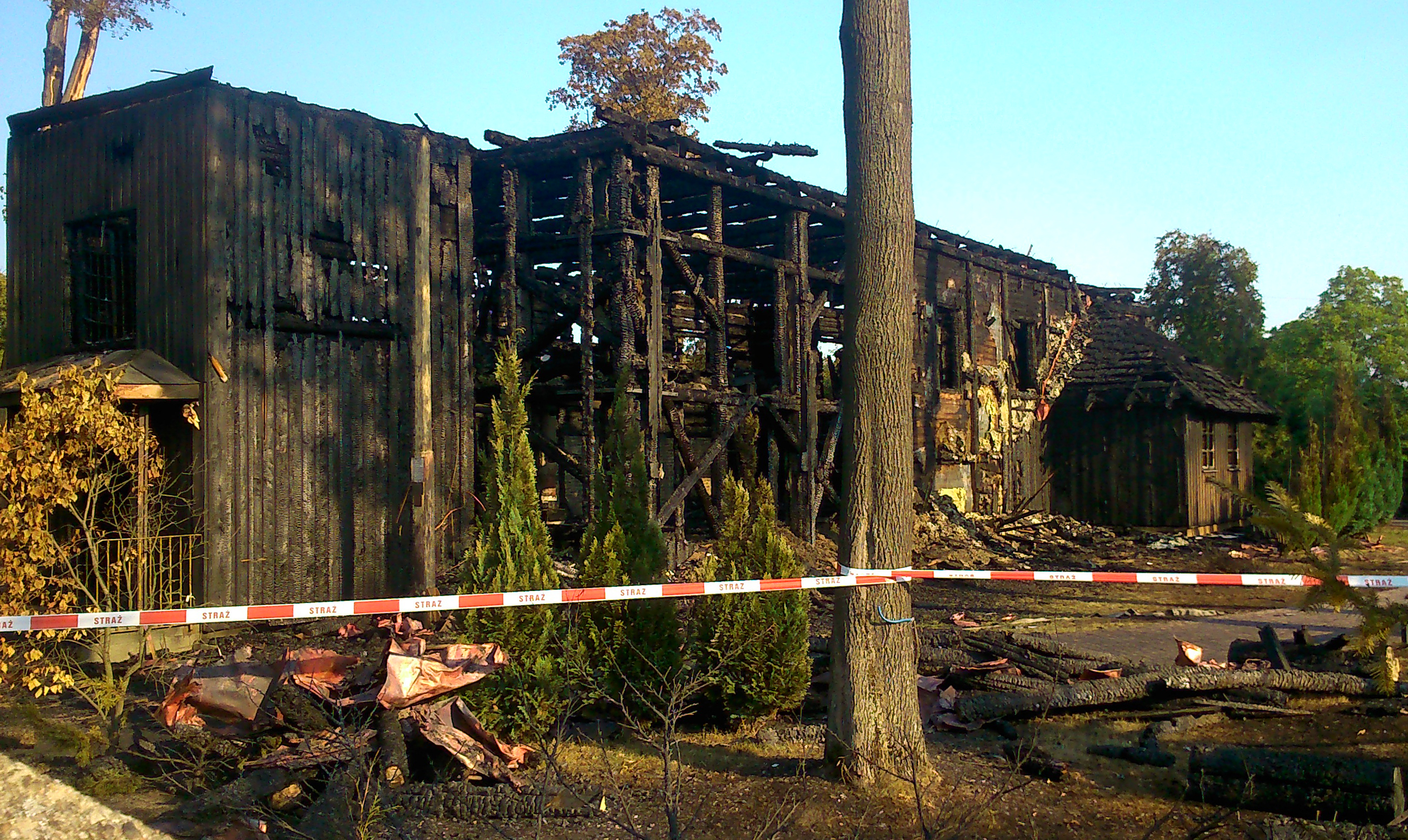
31 sierpnia 2015 (po pożarze)
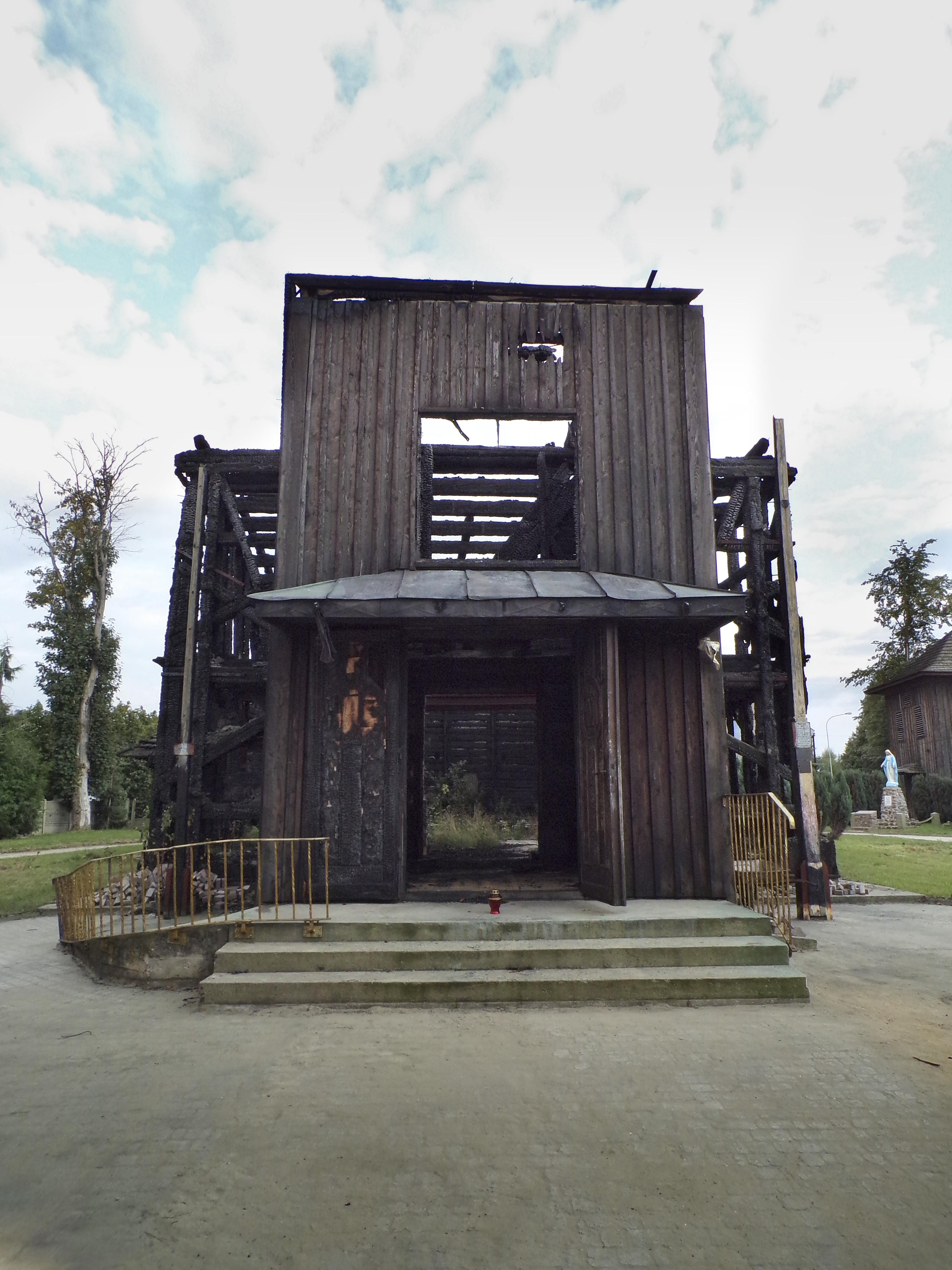
5 września 2018
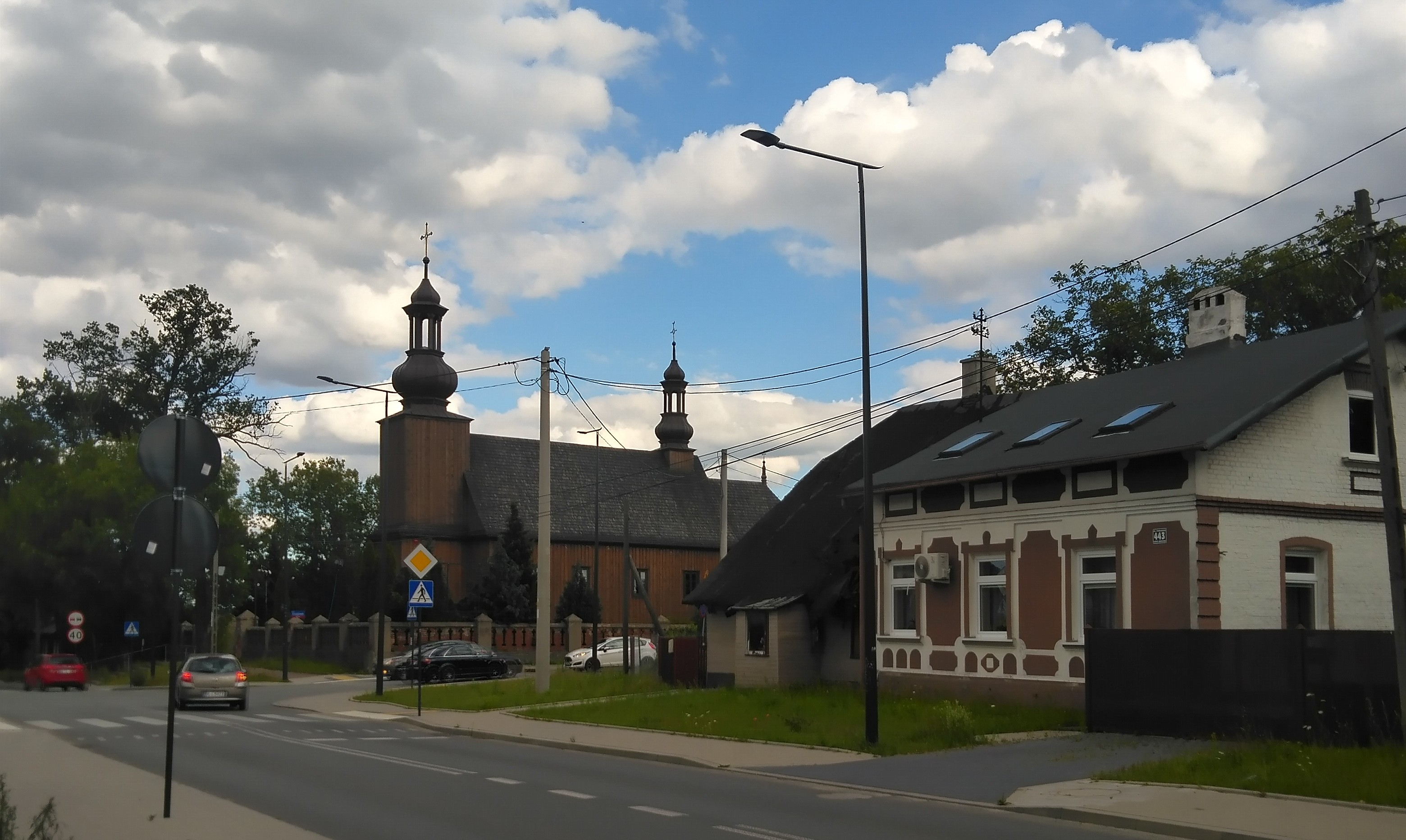
22 lipca 2025 (po odbudowie)

## Wyposażenie
Pożar strawił trzy ołtarze późnorenesansowe z początku XVII wieku. Zniszczeniu uległ ołtarz główny z bramkami, w centrum którego znajdowała się płaskorzeźba Koronacja Najświętszej Marii Panny, słynąca cudami (od 1665 roku istniała Księga cudów – zaginęła w czasie II wojny światowej); obok niej rzeźby św. Wojciecha i św. Stanisława z początku XVII wieku.
W zwieńczeniu znajdowały się trzy rzeźby gotyckie: Matki Boskiej z Dzieciątkiem, św. Doroty i św. Barbary z początku XV wieku. Na bramkach ołtarza rzeźby: Matki Bożej i św. Jana z grupą Ukrzyżowania z połowy XVI wieku.
Ołtarze boczne z barokowymi obrazami św. Anny i św. Walentego. Organy 8-głosowe, dzwon z 1948 roku, sygnaturka, Droga Krzyżowa, późnobarokowa ambonka z końca XVII wieku, kropielnica kamienna, 4 barokowe konfesjonały, chrzcielnica kamienna, krucyfiks z połowy XVI wieku.